# Ван Вильдер, Илан
Илан ван Вильдер (нидерл. Ilan Van Wilder); (род. 14 мая 2000, Жет) — бельгийский профессиональный шоссейный велогонщик, выступающий за команду мирового тура «Team Sunweb».

## Достижения
2018
1-й Нокере Курсе (юниоры)
Чемпионат Европы по шоссейному велоспорту
2-й  — Индивидуальная гонка (юниоры) 
4-й — Групповая гонка (юниоры) 
2-й Чемпионат Бельгии — Индивидуальная гонка (юниоры)
2-й Джиро делла Луниджана (юниоры) — Генеральная классификация
3-й Классика Гвидо Рейбрука (юниоры) 
7-й Чемпионат мира — Индивидуальная гонка (юниоры)
8-й Гент — Вевельгем (юниоры)
2019
1-й  Le Triptyque des Monts et Châteaux — Молодёжная классификация
3-й Чемпионат Бельгии — Индивидуальная гонка U23 
3-й Тур де л’Авенир — Генеральная классификация
4-й Grand Prix Priessnitz spa (Велогонка Мира U-23) — Генеральная классификация
1-й — Этап 2
7-й Ronde de l'Isard  — Генеральная классификация
9-й Чемпионат Европы — Индивидуальная гонка U23